# BioPerine
A BioPerine egy szabadalmaztatott biohasznosulás-fokozó termonutriens tápanyag, a fekete bors kivonata, amely 98%-ban piperint tartalmaz. A tápanyag a szervezetbe juttatott tápanyagok hasznosulását segíti.

## Biohasznosulás-fokozó hatás
A piperin, illetve különféle piperint tartalmazó vegyületek a vizsgálatok szerint növelik a biohasznosulást, lehetővé teszik, hogy a szervezetbe juttatott tápanyagok és bizonyos gyógyszerek jobban felszívódjanak a véráramba. A vitaminok esetében a biohasznosulást fokozó hatás kisebb mennyiséggel, mintegy 5 milligramm BioPerine használatával is elérhető, amely nem befolyásolja a gyógyszerek metabolizmusát, a gyógyszerek esetében azonban ennél lényegesen nagyobb mennyiségnek, legalább 15-20 milligrammnak van csak hatása.
A folyamatot, amelynek révén a szervezet sejtszinten energiát termel, termogenezisként ismerjük. Ennek számos különféle hatása lehet, kiemelkedő szereppel bír elsősorban a szervezetbe juttatott ételek és tápanyagok hasznosításában. A termogenezis indítja be azokat a folyamatokat, amelyek az emésztéshez, majd a gasztrointesztinális abszorpcióhoz vezetnek. A szervezetbe juttatott piperin egyes elméletek szerint fokozza a sejtszintű anyagcserét, így befolyásolja az anyagcsere-folyamatok általi hőtermelést, így termonutriensként működik.
A BioPerine összetevői javítják a gasztrointesztinális abszorpciót és a tápanyagok és táplálék-kiegészítők szervezeti szintű hasznosulását, a maximális plazmakoncentrációt akár 20-80%-kal fokozva.
A BioPerine hatékonyságát többek között a szelén felszívódásával kapcsolatban vizsgálták. A kutatás során az önkéntesek 50 μg szelént kaptak szelén-metionin formájában. A kutatás végén elvégzett vérvizsgálat szerint a szelén-metionint BioPerine-nel együtt szedő csoport vérében 30%-kal magasabb koncentráció volt mérhető, mint a kontrollcsoportnál.
A BioPerine felszívódást fokozó hatását egyéb kutatások is vizsgálták, melyek során B6-vitamin és béta-karotin hasznosulásának mérésére használták. A vérvizsgálatok minden esetben azt igazolták, hogy a BioPerine segíti a tápanyagok hasznosulását.
A vizsgálatok során 5 milligrammos dózist használtak, amelynél semmilyen mellékhatás nem jelentkezett.

## Egyéb hatásai
Az anyagban megtalálható piperin egy 2010-ben a European Journal of Pharmacology szaklapban megjelent tanulmány szerint immunmodulátorként is viselkedhet. Vizsgálatok kimutatták, hogy szedése hatékony lehet a köszvény ellen.
A piperin működhet antidepresszánsként is, ezt ugyanakkor még nem támasztják alá egyértelmű tudományos bizonyítékok. Patkányokon végzett vizsgálatok során antidepresszáns-hatást mutattak ki.

## Előállítása
A BioPerine előállítása során a kereskedelmi forgalomban kapható fekete borsban megtalálható oleorezint használják alapanyagként. Az eljáráshoz őrölt fekete bors is felhasználható.
Butanol és hexán 1 liternyi vegyületéhez 1 kilogrammnyi fekete bors oleorezint adnak, majd a vegyületet 40 Celsius-fokra hevítik, majd lehűtik és leszűrik. Az üledéket butanol/hexán vegyülettel mossák át, így nyerik ki a nyers piperint.
A nyers piperint ezt követően 60 Celsius-fokra hevített metanolban oldják fel, majd alumínium-oxidot és szenet adnak hozzá. Ezt követően leszűrik, majd vákuumban sűrítve port készítenek belőle.
Az így készült anyag halványsárga színű kristályos por, amely 98%-ban tiszta piperint tartalmaz.